# 上奧斯格拉本湖
上奧斯格拉本湖（德語：Oberer Ausgrabensee），是德國的湖泊，位於該國北部石勒蘇益格-荷爾斯泰因州，由普倫縣負責管轄，面積0.04平方公里，平均水深1.8米，最大水深2.7米，水體容量67立方米，湖岸線長度1公里。